# Matviy Ponomarenko
Matviyv Ponomarenko (Ucrania, 11 de enero de 2006) es un futbolista ucraniano que juega como delantero en el F. C. Dinamo de Kiev de la Liga Premier de Ucrania.

## Estadísticas

### Clubes
Actualizado al último partido disputado el 2 de abril de 2025.
| Club                           | Div.          | Temporada     | Liga  | Liga  | Copas nacionales | Copas nacionales | Copas internacionales | Copas internacionales | Total | Total |
| Club                           | Div.          | Temporada     | Part. | Goles | Part.            | Goles            | Part.                 | Goles                 | Part. | Goles |
| ------------------------------ | ------------- | ------------- | ----- | ----- | ---------------- | ---------------- | --------------------- | --------------------- | ----- | ----- |
| F. C. Dinamo de Kiev · Ucrania | 1.ª           | 2023-24       | 8     | 1     | 0                | 0                | 0                     | 0                     | 8     | 1     |
| F. C. Dinamo de Kiev · Ucrania | 1.ª           | 2024-25       | 2     | 1     | 1                | 0                | 2                     | 0                     | 5     | 1     |
| F. C. Dinamo de Kiev · Ucrania | Total club    | Total club    | 10    | 1     | 1                | 0                | 2                     | 0                     | 13    | 2     |
| Total carrera                  | Total carrera | Total carrera | 10    | 1     | 1                | 0                | 2                     | 0                     | 13    | 2     |

## Palmarés

### Títulos nacionales
| Título                  | Club                 | País    | Año  |
| ----------------------- | -------------------- | ------- | ---- |
| Liga Premier de Ucrania | F. C. Dinamo de Kiev | Ucrania | 2025 |